# Buckfast
Buckfast è un villaggio dell'Inghilterra, appartenente alla contea del Devon.